# Joseph Polchinski
Joseph Gerard Polchinski Jr. (pronunciación en inglés: /pəlˈtʃɪnski/; White Plains, Nueva York, Estados Unidos, 16 de mayo de 1954-Santa Bárbara, California, Estados Unidos, 2 de febrero de 2018) fue un físico teórico estadounidense especializado en teoría de cuerdas.

## Biografía
Polchinski nació en White Plains, Nueva York. Fue el mayor de los dos hijos de Joseph Gerard Polchinski Sr. (1929-2002), un consultor financiero, y de Joan Polchinski (registrada al nacer como Joan Thornton), una oficinista. Polchinski era principalmente de ascendencia irlandesa, y su abuelo paterno era polaco.
Polchinski se graduó en el Canyon del Oro High School de Tucson en 1971, obtuvo su título de grado en Caltech en 1975 y su doctorado en la Universidad de California en Berkeley en 1980, bajo la supervisión de Stanley Mandelstam. No publicó ningún artículo durante su posgrado, lo cual no era obligatorio en aquel momento. Tras ocupar puestos posdoctorales en SLAC (1980-1982) y Harvard (1982-1984), comenzó a trabajar como docente en la Universidad de Texas en Austin en 1984 y lo trabajó allí hasta 1992. Desde 1992 hasta marzo de 2017 fue profesor del departamento de física de la Universidad de California en Santa Bárbara y miembro permanente del Instituto Kavli de Física Teórica.

## Contribuciones
Polchinski es autor del libro de texto en dos volúmenes String Theory (Teoría de cuerdas), publicado en 1998. Entre sus muchas contribuciones a la física teórica, la más conocida son las D-branas. En el 2008, ganó la Medalla Dirac por su trabajo en la teoría de supercuerdas. En el 2017, recibió el Fundamental Physics Prize, en reconocimiento a sus contribuciones a la física teórica.

### D-branas
Las contribuciones de Polchinski a la física de D-branas fueron un factor fundamental en el desarrollo de la 2.ª revolución de supercuerdas y de la física de dualidades holográficas gauge-gravedad. Tras descubrir las D-branas en 1989, su trabajo de 1995 elaboró la conjeturo y demostró parcialmente la equivalencia entre D-branas y p-branas negras. La dualidad entre estos objetos se identificó poco después como una demostración de la holografía, en la que una teoría de gravedad cuántica (las p-branas negras) es equivalente a una teoría en dimensión menor sin gravedad (las D-branas), como demostró más tarde la correspondencia AdS-CFT de Maldacena.[cita requerida]

### Paradoja de Polchinski
En un intercambio no publicado con Kip Thorne alrededor de 1990 sobre el principio de autoconsistencia de Nóvikov (en relación con el envío de objetos o personas a través de un agujero de gusano que puede atravesarse hacia el pasado, y las paradojas temporales que podrían resultar de ello), Polchinski propuso una situación potencialmente paradójica en la que una bola de billar es enviada a través de un agujero de gusano que la envía atrás en el tiempo. En la paradoja, la bola se envía al agujero de gusano con un ángulo tal que, si continúa por la misma trayectoria, saldrá del agujero de gusano en el pasado en el ángulo exacto para colisionar con ella misma en el pasado, sacándola así de su trayectoria y evitando que entre en el agujero de gusano. Thorno llamó a este problema la «paradoja de Polchinski» en 1994. Más tarde, un grupo de estudiantes propuso una solución al problema que evitaría inconsistencias, haciendo que la bola emergiera del futuro a un ángulo diferente del que generaba la paradoja, desviando a su análogo del pasado el ángulo exacto para que volviera a viajar al pasado con el ángulo requerido para darle esta desviación.

### Artículo de 2012 sobre agujeros negros
En julio de 2012, Polchinski, junto a dos de sus estudiantes, James Sully y Ahmed Almheiri, y otro teórico de cuerdas, Donald Marolf, de la Universidad de California en Santa Bárbara, publicaron un artículo cuyos cálculos sobre la radiación de agujeros negros sugerían que a) el principio de equivalencia de la relatividad general es incorrecto o b) un principio básico de la mecánica cuántica es incorrecto.

## Vida familiar y privada y muerte
Polchinski tuvo dos hijos, Steven y Daniel, con su mujer, Dorothy Maria Chun, con la que se casó en 1980.
Falleció en su casa de Santa Bárbara el 2 de febrero de 2018, por un cáncer cerebral, a los 63 años.

## Obras
- Polchinski, Joseph (1998a), String Theory Vol. I: An Introduction to the Bosonic String, Cambridge University Press, ISBN 0-521-63303-6.
- Polchinski, Joseph (1998b), String Theory Vol. II: Superstring Theory and Beyond, Cambridge University Press, ISBN 0-521-63304-4.